# Firgoune
Firgoune (auch: Firgoun, Firgoune Goungou) ist ein Dorf in der Landgemeinde Ayérou in Niger.

## Geographie
Das von einem traditionellen Ortsvorsteher (chef traditionnel) geleitete Dorf liegt auf einer Höhe von 225 m auf einer Insel im Fluss Niger. Es befindet sich etwa acht Kilometer nordwestlich des Hauptorts der Landgemeinde Ayérou, die zum gleichnamigen Departement Ayérou in der Region Tillabéri gehört. Dem Dorf am Flussufer vorgelagert ist der Weiler Firgoune Haoussa.
Firgoune ist Teil der Übergangszone zwischen Sahel und Sahara. Der Fluss bei der Siedlung ist ein Lebensraum für Afrikanische Manatis und Flusspferde. Die für die Trockenzeit typischen Pflanzen sind Coldenia procumbens, Echinochloa stagnina und Polygonum senegalense, wobei die beiden letzteren bei Hochwasser Unterwasserwiesen bilden.

## Geschichte

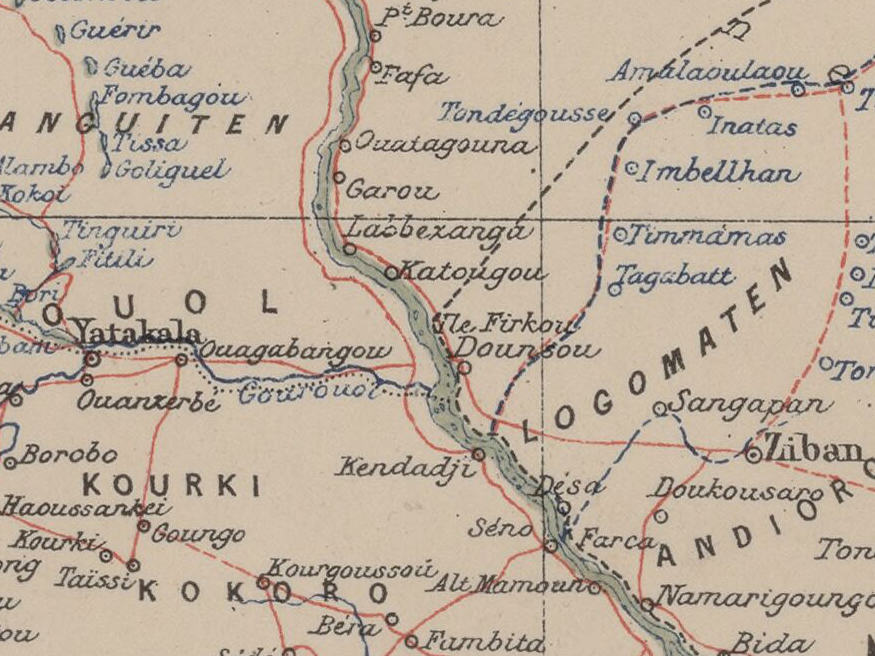
Ausschnitt einer Karte von 1903 mit Firgoune (Ile Firkou) im Zentrum

Bei einer Untersuchung im April 1982 wurde beim Befall mit der Saugwürmer-Art Schistosoma haematobium unter den 4- bis 17-Jährigen im Ort eine Prävalenz von 73 Prozent festgestellt. Infolge des 2012 beginnenden Konflikts in Nordmali kam es auch im Westen Nigers zu einer Verschlechterung der Sicherheitslage. Laut einem UNHCR-Bericht vom Sommer 2018 war die Bevölkerung von Firgoune einem hohen Risiko ausgesetzt vertrieben zu werden. Bei einem mutmaßlich von Dschihadisten verübten Anschlag wurde in Firgoune am 1. November 2019 ein Mann getötet. Laut einer Erhebung vom September 2022 lebten im Dorf 1050 Vertriebene aus 150 Haushalten. Das Armed Conflict Location and Event Data Project erfasste für das erste Quartal 2024 in der Region Tillabéri insgesamt 122 gewaltsame Konfliktfälle mit 394 Toten und nannte Firgoune unter den betroffenen Orten.

## Bevölkerung
Bei der Volkszählung 2012 hatte Firgoune 715 Einwohner, die in 105 Haushalten lebten. Bei der Volkszählung 2001 betrug die Einwohnerzahl 895 in 136 Haushalten und bei der Volkszählung 1988 belief sich die Einwohnerzahl auf 1684 in 262 Haushalten.

## Kultur
Der französische Filmemacher Jean Rouch drehte 1947 seinen ersten Film in Firgoune: Die Kurzdokumentation Au pays des mages noirs zeigt das Geschehen um eine Flusspferd-Jagd und kam als Vorfilm zu Roberto Rossellinis Stromboli in die Kinos. Rouch kehrte später wiederholt ins Dorf zurück. So dokumentierte er hier 1948 in Initiation à la danse des possédés die Initiation einer jungen Songhai-Frau in einen Besessenheitstanz und 1952 in Bataille sur le grand fleuve erneut eine Flusspferd-Jagd.

## Wirtschaft und Infrastruktur
Es gibt einen für den grenzüberschreitenden Handel mit Mali genutzten Viehmarkt und ein einfaches Gesundheitszentrum ohne eigenes Labor und Entbindungsstation im Dorf. Außerdem ist eine Grundschule vorhanden. In Firgoune wird Reis angebaut. Im Jahr 2002 wurden hier 2,2 % der landesweiten Reisproduktion erwirtschaftet. Die Niederschlagsmessstation in Firgoune wurde 1957 in Betrieb genommen.